# Okuyama Yasuhiro
Okuyama Yasuhiro (奥山 泰裕 Okuyama Yasuhiro, sinh ngày 21 tháng 11 năm 1985) là một cầu thủ bóng đá người Nhật Bản. Anh thi đấu cho ReinMeer Aomori.

## Thống kê câu lạc bộ
Cập nhật đến ngày 20 tháng 2 năm 2017.
| Thành tích câu lạc bộ | Thành tích câu lạc bộ | Thành tích câu lạc bộ | Giải vô địch | Giải vô địch | Cúp                   | Cúp                   | Cúp Liên đoàn | Cúp Liên đoàn | Tổng cộng | Tổng cộng |
| Mùa giải              | Câu lạc bộ            | Giải vô địch          | Số trận      | Bàn thắng    | Số trận               | Bàn thắng             | Số trận       | Bàn thắng     | Số trận   | Bàn thắng |
| Nhật Bản              | Nhật Bản              | Nhật Bản              | Giải vô địch | Giải vô địch | Cúp Hoàng đế Nhật Bản | Cúp Hoàng đế Nhật Bản | J.League Cup  | J.League Cup  | Tổng cộng | Tổng cộng |
| --------------------- | --------------------- | --------------------- | ------------ | ------------ | --------------------- | --------------------- | ------------- | ------------- | --------- | --------- |
| 2008                  | JEF United Chiba      | J1 League             | 0            | 0            | 0                     | 0                     | 0             | 0             | 0         | 0         |
| 2009                  | Gainare Tottori       | JFL                   | 7            | 0            | 0                     | 0                     | -             | -             | 7         | 0         |
| 2010                  | Gainare Tottori       | JFL                   | 26           | 4            | 1                     | 0                     | -             | -             | 27        | 4         |
| 2011                  | Gainare Tottori       | J2 League             | 34           | 0            | 0                     | 0                     | –             | –             | 34        | 0         |
| 2012                  | Gainare Tottori       | J2 League             | 37           | 1            | 2                     | 0                     | –             | –             | 39        | 1         |
| 2013                  | Gainare Tottori       | J2 League             | 25           | 3            | 1                     | 0                     | –             | –             | 26        | 3         |
| 2014                  | Gainare Tottori       | J3 League             | 13           | 0            | 1                     | 0                     | –             | –             | 14        | 0         |
| 2015                  | ReinMeer Aomori       | JRL (Tohoku, Div. 1)  | 18           | 7            | 1                     | 0                     | –             | –             | 19        | 7         |
| 2016                  | ReinMeer Aomori       | JFL                   | 29           | 0            | –                     | –                     | –             | –             | 29        | 0         |
| Tổng                  | Tổng                  | Tổng                  | 33           | 4            | 1                     | 0                     | 0             | 0             | 34        | 4         |